# Jackie Carmichael
Jackie Ray Carmichael (Manhattan, 2 gennaio 1990) è un cestista statunitense.

## Palmarès

### Individuale
- All-NBDL All-Rookie Third Team (2014)